# Verzorgingsplaats Labbegat
Verzorgingsplaats Labbegat is een  Nederlandse verzorgingsplaats, gelegen aan de zuidzijde van de A59 in de richting Serooskerke-Oss tussen afritten 36 en 37 in de gemeente Waalwijk.
Aan de andere kant van de snelweg ligt even verderop verzorgingsplaats De Sprang.
Richting Oss: De Tille · Keizershof · Den Hoek · Hespelaar · Labbegat · De Lucht
Richting Serooskerke: De Geffense Barrière · De Sprang · Steelhoven · Streepland · Bazius · De Fendert · De Tille